# Falooda
Falooda (hindi:फ़लूदा) (urdu:فالودہ) (bengalí: ফালুদ], pronunciat faludà), és una beguda refrescant típica dels països del Sud d'Àsia, s'elabora amb una barreja de llet, fideus d'arròs, llavors d'alfàbrega (sabja/takmaria), tutti frutti i sucre, tot això amb gelat. Els fideus emprats s'elaboren amb Maranta en lloc de blat. Els sabors més populars de la falooda són els de rosa, kesar (safrà), mango, xocolata, o ficus, si bé és una recepta que s'adapta als gustos de cadascú.
La falooda és una beguda molt popular al Nord de l'Índia, al Pakistan i a Birmània (on és conegut per la denominació Pha-loo-da) i pot demanar als hotels i a les guinguetes de la platja. Una variant és el  falooda kulfi, on el falooda i el kulfi se serveixen junts amb xarop. El sabor més comunament emprat com a additiu és aigua de roses.

## Variants
- Faloodeh